# Катнахпюр (Арагацотн)
Катнахпюр (арм. Կաթնաղբյուր) — село в Арагацотнской области. Село расположено на трассе Ереван—Гюмри в 3 км к востоку от города Талина, рядом с сёлами Давташен, Иринд, Шгаршик и Егник. В селе сохранились руины церкви V века.

## Население
По данным «Сборника сведений о Кавказе» за 1880 год в селе Мегрибан Эчмиадзинского уезда по сведениям 1873 года было 45 дворов и проживало 410 азербайджанца (указаны как «татары»), которые были шиитами. Также в селе была расположена мечеть.
По данным Кавказского календаря на 1912 год, в селе Мегрибан Эчмиадзинского уезда проживало 493 человек, в основном азербайджанцев, указанных как «татары».